# Языки Швейцарии
Языки́ Швейца́рии, признанные законодательно в качестве официальных и используемые большей частью населения страны, представлены немецким (при неофициальном общении пользуются швейцарским вариантом немецкого языка; 63,7 %), французским (также — швейцарским французским; 20,4 %), итальянским (6,5 %) и ретороманским языками (0,5 %). В устной речи преобладают местные варианты, основанные на алеманнских диалектах немецкого языка и франкопровансальских патуа. Наличие четырёх законодательно признанных языков не предполагает, что каждый швейцарец должен знать и говорить на всех: в большинстве случаев используются один-два языка.

## Законодательные основы языков Швейцарии
Основной и наиболее важный нормативно-правовой акт, который регулирует языковую ситуацию в стране и правовые основы использования языков на территории Швейцарии, — это Конституция Швейцарской конфедерации.. Каждый кантон самостоятельно устанавливает в качестве официального тот язык, который считает наиболее распространённым на своей территории и признаваемым жителями кантонов. Согласно принципу территориальности, выходцы из иноязычных областей должны использовать для апелляций в местные органы власти тот язык, который распространён в кантоне.
Кантоны Берн и Валлис разграничивают языки пространственно, Тичино и Юра признают официальными итальянский и французский языки соответственно, хотя в обоих кантонах имеется одна община, в которой проживает немецкоязычное большинство. Граубюнден — единственный кантон, в котором ретороманский язык признан официально наряду с итальянским и немецким, но в Граубюндене каждая община вправе самостоятельно решать, следует ли считать ретороманский языком госучреждений и школы.

## Языковые ареалы Швейцарии

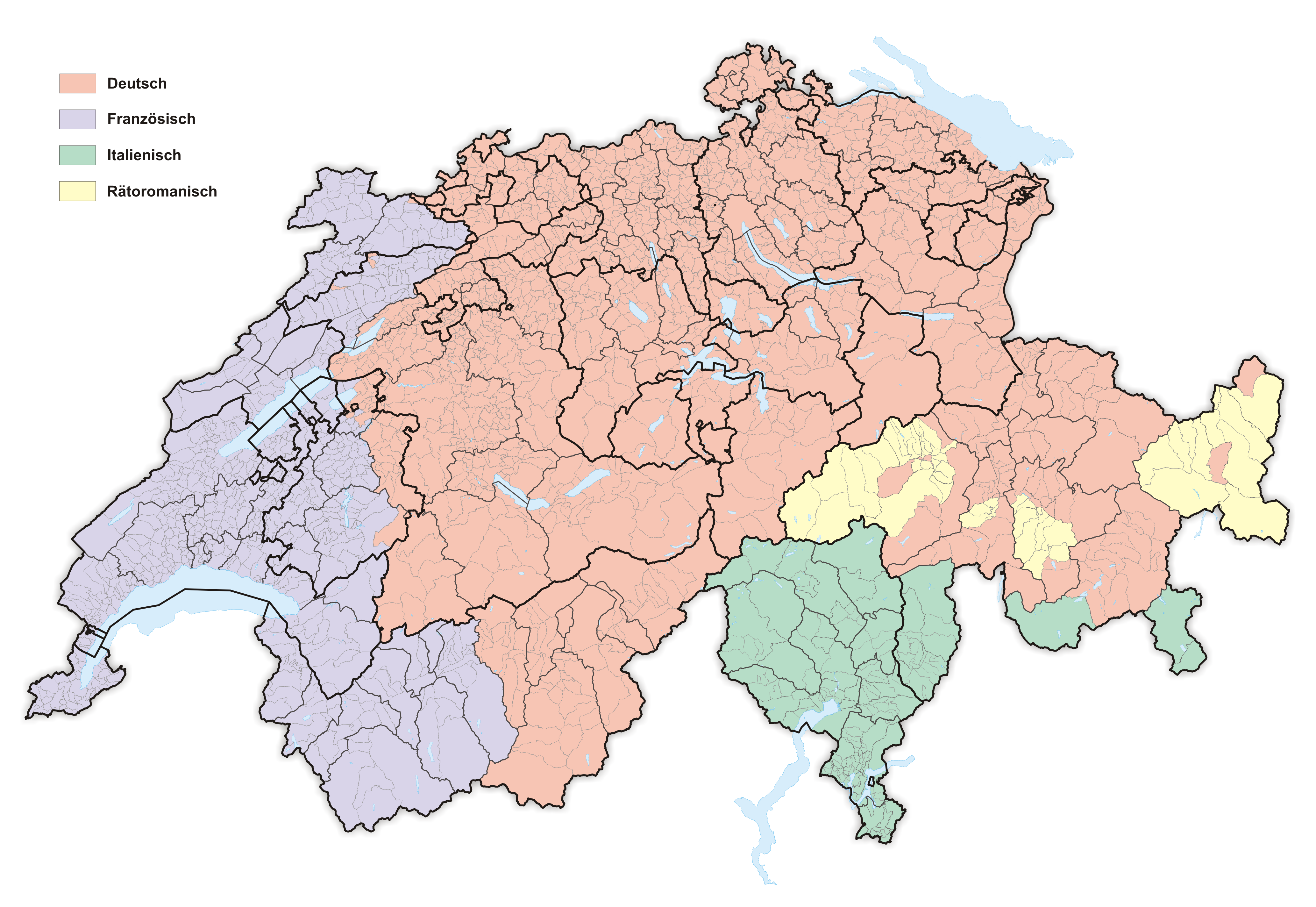
Языковая карта Швейцарии (2013)

### Официальные языки
По состоянию на 2002 год немецкий язык является самым распространённым языком в Швейцарии. На нём говорит 63,7 % населения. В 17 кантонах из 26 он является единственным официальным языком, в Берне, Фрибуре и Валлисе используется наряду с французским, в Граубюндене — наряду с ретороманским. Таким образом, немецкий не признаётся и не используется только в Во, Невшателе и Женеве и почти не используется (на уровне общин) в Тичино и Юре. Французский язык использует пятая часть страны, итальянский — около 6,5 %.
Язык немецкоязычной Швейцарии по преимуществу основан на швейцарско-алеманнском диалекте, и лишь в восточной коммуне Замнаун имеет хождение южнобаварский диалект. 
Франкоязычная Швейцария, которую также неофициально называют Романдией, использует не литературный французский, или français fédéral, а собственный вариант. 
Итальянская Швейцария использует итальянский язык, хотя в быту можно услышать тиччинский диалект итальянского языка. 
Носители ретороманского, как правило, знают граубюнденский диалект или высоконемецкий язык.

### Языки меньшинств
Помимо вышеназванных языков на территории Швейцарии в разное время существовали и/или существуют до сих пор локальные языки и диалекты, которые не относятся к официальным, но свободно используются в быту отдельными частями населения.
Одним из таких языков, например, является франкопровансальский, который был распространён в Романдии (за исключением кантона Юра) до начала XX века. В последнее время он практически не употребляется, смешавшись с региональными формами французского. Сегодня он ограниченно используется во Фрибуре и Валлисе (преимущественно пожилой частью населения). Первые попытки вытеснить диалект предпринимались специально ещё в XIX веке через систему школьного образования в Западной Швейцарии, однако эта попытка встретила сопротивление носителей диалекта, которые всеми силами поддерживали его присутствие в регионе.
Ещё одним языком, имеющим широкое (устное) распространение, является галло-итальянский ломбардский язык, распространённый в Тичино и Граубюндене. Несмотря на то что ломбардский не является официальным ни на федеральном, ни на региональном уровне, он используется в качестве обиходно-разговорного в каждой третьей семье названных кантонов, тем самым занимая относительно крепкую позицию. В Тичино имеет хождение особый тичинский диалект западноломбардского языка.
Енишский язык, используемый енишами, базируется на швейцарском диалекте, поэтому он ближе к немецкому языку. Он не употребляется для общения с остальным населением Швейцарии и служит исключительно для внутригруппового общения наряду с цыганскими языками. В рамках Европейской хартии региональных языков Швейцария признала енишский язык. Использовавшийся также идиш на территории Швейцарии со временем стал исчезать с исчезновением диалектов Сурбталя, однако он всё ещё используется некоторыми швейцарскими евреями.

### Историческая динамика
В последнее время намечается тенденция к расширению влияния французского языка в регионах Швейцарии при относительно постоянной численности немецкоязычных и соответствующем сокращении численности итало- и ретороманскоязычных. Таким образом, языковая франко-немецкая граница сдвинулась в сторону востока. Большие изменения происходят в кантоне Граубюнден, где ретороманскоязычное население последнее столетие существенно теснится немецкоязычным, поэтому каждое новое поколение овладевает немецкими диалектами лучше, чем ретороманским языком, хотя отчасти оно ещё способно понимать ретороманскую речь старших поколений. Точно так же в италоязычном Тичино немецкий язык становится всё более популярным, и это вызывает опасения, что в скором времени Швейцария станет франко-немецкой.
В приведённой ниже таблице приведены данные Федерального ведомства статистики Швейцарии за период 1950—2000 гг., отображающие языковую ситуацию в стране. Из таблицы видна тенденция к уменьшению доли ретороманскоязычного и (с 1970-го) италоязычного населения при увеличении доли франко- и немецкоязычного населения.
| Годы | Немецкий | Французский (включая франкопровансальский) | Итальянский (включая ломбардский) | Ретороманский | Прочие |
| ---- | -------- | ------------------------------------------ | --------------------------------- | ------------- | ------ |
| 1950 | 72,1     | 20,3                                       | 5,9                               | 1,0           | 0,7    |
| 1960 | 69,4     | 18,9                                       | 9,5                               | 0,9           | 1,4    |
| 1970 | 64,9     | 18,1                                       | 11,9                              | 0,8           | 4,3    |
| 1980 | 65,0     | 18,4                                       | 9,8                               | 0,8           | 6,0    |
| 1990 | 63,6     | 19,2                                       | 7,6                               | 0,6           | 8,9    |
| 2000 | 63,7     | 20,4                                       | 6,5                               | 0,5           | 9,0    |

|  |  |  |